# آخرین معامله
آخرین معامله (فنلاندی: Tuntematon mestari) یک فیلم در ژانر درام است که در سال ۲۰۱۸ منتشر شد. از بازیگران آن می‌توان به استفان سائوک اشاره کرد.

## داستان
داستان پیرمردی متبحر در شناخت آثار نقاشی است. او در جریان یک حراجی محلی تابلوی با ارزشی را کشف می‌کند اما هیچ‌کس ارزش آن تابلو را باور نمی‌کند.